# Wilkau-Haßlau
Wilkau-Haßlau è una città di 9 534 abitanti della Sassonia, in Germania.
Appartiene al circondario di Zwickau.